# Kaillie Humphries
Kaillie Humphries z d. Simundson (ur. 4 września 1985 w Calgary) – amerykańska bobsleistka (pilot boba) pochodzenia kanadyjskiego. Trzykrotna mistrzyni olimpijska i wielokrotna medalistka mistrzostw świata.
Starty rozpoczęła w 2003. Była medalistką mistrzostw świata juniorów. Igrzyska w Vancouver były jej pierwszą olimpiadą i triumfowała w rywalizacji dwójek. Partnerowała jej Heather Moyse (obroniły ten tytuł w Soczi). W 2008 zdobyła srebro na mistrzostwach świata. Zwyciężała w zawodach Pucharu Świata. Wraz z początkiem sezonu 2019/2020 zaczęła reprezentować Stany Zjednoczone.